# Minken Fosheim
Birte Fosheim Wienskol (20 de marzo de 1956 – 7 de junio de 2018), conocida como Minken Fosheim, fue una actriz y escritora de literatura infantil noruega. Es conocida sobre todo en su país por su papel de Vigdis Reverud en la sitcom de los 90 Karl & Co.

## Biografía
Fosheim se graduó en la Academia Nacional Noruega de Teatro, después de haber aparecido anteriormente en pequeños papeles en obras de teatro y televisión. En lugar de trabajar bajo un contrato permanente con un teatro en particular, trabajó con contrato libre. En la década de los 80 y 90, se convirtió en una cara muy conocida en la televisión noruega, apareciendo con frecuencia en programas de comedia interpretando personajes estereotípicamente oscuros, siendo su papel más famoso el de Vigdis Reverud en la comedia Karl & Co de 1998 a 2001. En su carrera posterior, también tuvo éxito escribiendo libros históricos para niños sobre compositores, como Mozart, Grieg y Vivaldi. También dirigió Barne- og ungdomsteateret (El Teatro Infantil y Juvenil), una institución educativa con 170 niños, desde su casa en Oslo, 
Su hermano era el músico Lage Fosheim, conocido por la banda The Monroes. Estaba casada con André Wienskol, originario de Francia, a quien conoció cuando tenía 21 años y con quien estuvo relacionada hasta la muerte de la actriz. Juntos tuvieron dos hijos. Su hijo mayor, Tobias, también tuvo un pequeño papel en la serie de televisión noruega Nr. 13.

### Muerte
A Fosheim le diagnosticaron cáncer de páncreas terminal a principios de 2018 y murió a causa de la enfermedad el 7 de junio de 2018, a los 62 años.

## Filmografía selecta
- "Fruen fra havet" (TV, 1979)
- Den som henger i en tråd (TV, 1980)
- Little Ida (1981)
- Svarta fåglar (1983)
- Viva Villaveien! (1989)
- A Handful of Time (1990)
- "Karl & Co" (TV, 1998-2001)
- Tsatsiki, morsan och polisen (1999)
- Sofies verden (2000)